# Retsina
La retsina (en grec pετσίνα) és un vi grec resinat que s'ha estat fent almenys durant els últims 2.000 anys.
El seu sabor únic es diu que té el seu origen en la pràctica antiga de segellar les àmfores amb resina de pi blanc. Abans de la invenció de les ampolles de vidre i els taps hermètics, l'oxigen feia malbé molts vins al cap d'un any. La resina de pi ajudava a mantenir l'estanquitat del contenidor, alhora que li donava al vi l'aroma de la resina.
A l'antiga Roma van començar a utilitzar la bóta de fusta al segle iii, i això va eliminar la necessitat enològica de la resina, però el gust ja era tan popular que aquesta mena de vi continua sent avui generalitzat a Grècia.